# Prosta Eulera

Prosta Eulera zaznaczona na czerwono. Niebieskie linie to wysokości, zielone to symetralne boków, a pomarańczowe to środkowe trójkąta

Prosta Eulera – dla trójkąta niebędącego trójkątem równobocznym, jest to prosta, która przechodzi przez:
- ortocentrum tego trójkąta (wyznaczone na rysunku przez odcinki niebieskie),
- środek okręgu opisanego (linie zielone),
- środek ciężkości trójkąta (punkt przecięcia jego środkowych – linie pomarańczowe),
- środek okręgu dziewięciu punktów.

Nazwa pochodzi od Leonarda Eulera, który udowodnił, że taka prosta istnieje. Środek okręgu dziewięciu punktów leży w połowie między ortocentrum i środkiem okręgu opisanego a odległość od środka ciężkości trójkąta od środka okręgu opisanego jest jedną trzecią odległości między ortocentrum a środkiem okręgu opisanego.

## Dowód

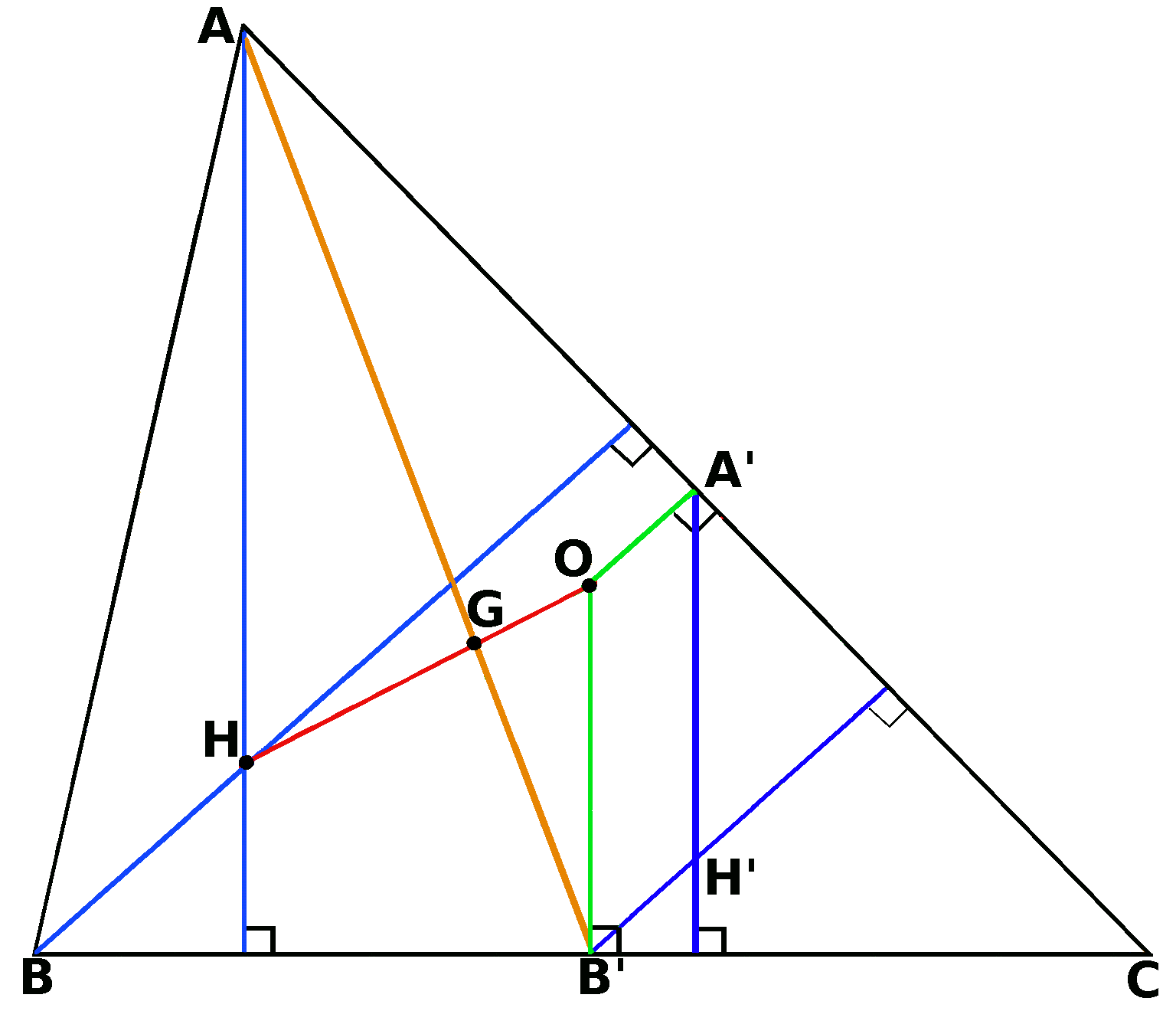

Niech {\displaystyle A',\ B',\ H'} będą obrazami punktów {\displaystyle A,\ B,\ H} w jednokładności o skali {\displaystyle {\frac {1}{2}}} i środku w punkcie {\displaystyle C.}
Wtedy {\displaystyle 2\cdot A'H'=AH.}
Czworokąt {\displaystyle A'OB'H'} jest równoległobokiem, więc {\displaystyle OB'=A'H'.}
Zatem {\displaystyle 2\cdot OB'=AH.}
Środek ciężkości {\displaystyle G} dzieli środkowe w trójkącie w stosunku 2:1, więc {\displaystyle AG=2\cdot B'G.}
Ponieważ {\displaystyle OB'||AH,} to {\displaystyle \angle OB'G=\angle HAG,} bo są to kąty naprzemianległe.
Zatem {\displaystyle \Delta B'OG,} jest obrazem {\displaystyle \Delta AHG} w jednokładności o środku w {\displaystyle G} i skali {\displaystyle -{\frac {1}{2}}.}
Stąd otrzymujemy, że {\displaystyle H,\ G,\ O} leżą na jednej prostej oraz {\displaystyle HG=2\cdot GO.}